# Dinetus pictus
Dinetus pictus är en stekelart som först beskrevs av Fabricius 1793.  Dinetus pictus ingår i släktet Dinetus, och familjen Crabronidae. Enligt den finländska rödlistan är arten nationellt utdöd i Finland. Arten har ej påträffats i Sverige. Artens livsmiljö är åsmoskogar.